# جلیله بنت علی

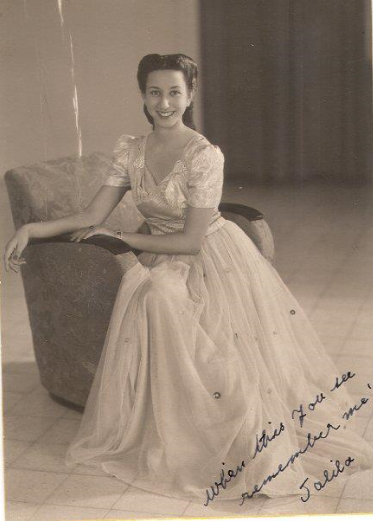
شاهدخت جلیله بنت علی

شاهدخت جلیله بنت علی (۱۹۲۳–۱۹۵۵) یک شاهدخت حجازی و عراقی بود. او دختر علی، پادشاه حجاز و شاهدخت نفیسه بود. خواهر بزرگترش عالیه، ملکه عراق، همسر ملک غازی عراق و مادر ملک فیصل دوم عراق بود. برادرش عبدالله، نایب‌السلطنه و ولیعهد عراق بود.

## زندگی
پدرش در سال ۱۹۲۵ از سلطنت برکنار شد و او به همراه خانواده‌اش به عراق تبعید شد، جایی که عمویش در سال ۱۹۲۱ به سلطنت رسیده بود.
برادرش عبدالله در سال ۱۹۳۹ به جای خواهرزاده‌شان، ملک فیصل دوم، نایب‌السلطنه عراق شد.
او با شریف الحسین بن علی بن عبدالله ازدواج کرد.
در سال ۱۹۵۸، برادر، خواهر و بقیه اعضای خانواده سلطنتی در جریان انقلاب ۱۴ ژوئیه در قتل عام خانواده سلطنتی به قتل رسیدند.